# Volllast und Teillast
Volllast ist ein Betriebszustand einer Antriebsmaschine, bei der sie bei gegebener Drehzahl das maximal mögliche Drehmoment bereitstellt. Erbringt sie durch Drosselung der Energiezufuhr ein geringeres Drehmoment, so spricht man von Teillast.
In der Regel liegt der Punkt des höchsten Wirkungsgrades einer Maschine nahe ihrer Volllastkurve bei mittlerer oder hoher Drehzahl. Da die Leistung oft bei bestimmter Drehzahl des Antriebs gebraucht wird, werden schaltbare Getriebe eingesetzt.
Eine Überdimensionierung der Maschine erhöht die Erstellungskosten (Kapitalbindung), Materialeinsatz und gewöhnlich auch den Energieverbrauch. Bei mobilem Einsatz wirken sich meist auch die Steigerung von Größe und Gewicht negativ aus (besonders etwa bei Fahrzeug- und Flugzeugantrieben wie Raketenmotoren).

## Teillast bei Kraftfahrzeugen
Insbesondere Verbrennungsmaschinen in Kraftfahrzeugen werden überwiegend in Teillast betrieben, da die Volllast nur vorübergehend beim Beschleunigen in höheren Gängen und wenigen anderen Betriebszuständen (etwa mit voller Beladung bergauf, in dünner Höhenluft und bei schneller Autobahnfahrt) abgefordert wird. 
Hybridantriebe haben den Vorteil, dass die zusätzlich vorhandenen, batteriebetriebenen Elektromotoren den Volllastbereich abdecken, während das entsprechend kleiner dimensionierte Verbrennungsaggregat mit zumindest halber Leistung im wirtschaftlichen Bereich läuft.

## Teillast bei Kraftwerken
Der Netzregelverbund ermöglicht es, außerhalb des Spitzenlastbetriebs einige Kraftwerke ganz abzuschalten, um die verbleibenden nahe ihrer Nennleistung betreiben zu können. Um plötzliche Strombedarfsspitzen decken zu können, wird aber ein Teil der Kraftwerke durchgehend in Teillast betrieben, siehe Warmreserve.

## Andere Verwendung
Bei Wärmeerzeugern wie Heizkesseln beschreibt Volllast den Betriebszustand maximaler Wärmeerzeugung und ist somit gleichbedeutend mit Nennleistung bzw. Nennbelastung.